# Haploblepharus fuscus
Espèce
Répartition géographique
Statut de conservation UICN

 VU B2ab(iii) : Vulnérable
Haploblepharus fuscus est une espèce de requins.